# هجرس درياس
هجرس درياس (الاسم العلمي:Cercopithecus dryas) (بالإنجليزية: Dryas Monkey)‏ هو نوع من الحيوانات يتبع جنس الهجرس من فصيلة سعادين العالم القديم.